# 长谷川敏裕
长谷川敏裕（日语：／ Hasegawa Toshihiro，1996年8月24日—），日本男子摔跤运动员。他曾代表日本参加挪威奥斯陆举行的2021年世界摔跤锦标赛，获得男子自由式61公斤级铜牌。